# 岡野圭一
岡野 圭一（おかの けいいち、1941年7月5日 - 2012年10月7日）は、日本の歴史学者。専修大学名誉教授。専門は西洋美術史。ミドルネームはHeinrich（ハインリッヒ）。

## 来歴
長野県生まれ。長野県松本深志高等学校を経て、1965年上智大学外国語学部ドイツ語学科卒業。1971年ケルン大学哲学部美術史学科卒業、Ph.D.取得。1968年ケルン市美術館勤務、1969年在ケルン日本文化会館勤務を経て帰国し、1976年政府関係特殊法人国際交流基金課長補佐に就任。1978年専修大学文学部専任講師、1986年教授。図書館情報大学、多摩美術大学、明治大学、明治学院大学、東京芸術大学などの兼任講師も務めた。

## 著書
- 「Teutonia : Kunst und Kultur von der germanischen Vorzeit bis zum frühen Mittelalter」郁文堂 1981年
- 「ドイツ美術史散歩―古彫刻篇」専修大学出版局 1992年
- 「ドイツ美術史散歩―遺跡・古建築篇」専修大学出版局 1995年
- 「ドイツ中世美術 1」専修大学出版局 2008年
- 「ドイツ中世美術 2」専修大学出版局 2009年
- 「ドイツ美術史散歩 続」専修大学出版局 2012年